# Ургинское водохранилище
Ургинское водохранилище (Ургинский пруд) — водохранилище в Талицком городском округе Свердловской области, на реке Урге (правый приток реки Пышмы).

## Характеристика
Плотина Ургинского пруда расположена в западной части города Талицы, в 2 километрах от устья реки Урги. Примерно в километре на север по левому берегу реки находится деревня Белая Елань. Берега преимущественно покрыты лесом. В низовьях пруда слева впадает река Буланушка. К плотине пруда, находящейся в северной части водоёма, ведёт улица Урга. На северо-восточном берегу водоёма находится городской пляж, в окрестностях которого разбиты сады.
Ургинский пруд был создан в 1860 году, использовался для водоснабжения предприятий, принадлежавших известным уральским предпринимателям Поклевским-Козелл — Альфонсу Фомичу и Викентию Альфонсовичу.
До 2020-х годов воды пруда (1580 м³/сут) использовались для водоснабжения созданного на их базе Талицкого биохимзавода. Водозабор завода — приплотинный деревянный колодец, из которого по самотечной трубе вода поступала на насосную станцию, находящуюся на территории завода. Труба диаметром 250—330 мм металлическая, местами деревянная, снабжена рыбозащитной металлической сеткой. Исток трубы находится на отметке +77,8 м, низ оголовка насосной станции — на отметке +70,8 м. В связи с банкротством Талицкого биохимзавода водозабор прекратился.
По состоянию на 2022 год высота плотины — 18 м, площадь зеркала пруда — 93 га. Полезный объём — 1,71 млн м³. Водоём в настоящее время используется в качестве городской зоны отдыха.

## Охранный статус
В 1983 году образован гидрологический памятник природы регионального значения «Ургинский пруд с окружающими лесами», общей площадью 93 га.

## Данные водного реестра
По данным государственного водного реестра России, Ургинское водохранилище относится к Иртышскому бассейновому округу, речной бассейн Иртыша, речной подбассейн Тобола, водохозяйственный участок реки — Пышма от Белоярского гидроузла и до устья, без реки Рефт от истока до Рефтинского гидроузла. Кодов водного объекта два: указан как Ургинское водохранилище (код 14010502221499000000030) и Ургинский пруд у деревни Белая Елань (код 14010502221299000000150).